# Сердца четырёх
«Сердца́ четырёх» — кинокомедия, снятая на студии «Мосфильм» в 1941 году режиссёром Константином Юдиным. Худсовет киностудии принял фильм 20 февраля 1941 года, отметив его как бесспорную художественную удачу. Однако на собрании творческого актива в Комитете по делам кинематографии в мае 1941 года секретарь ЦК ВКП(б) Андрей Жданов подверг его резкой критике за «отрыв от действительности». В результате фильм получил разрешительное удостоверение лишь 9 декабря 1944 года, в самом конце Великой Отечественной войны, когда потребовались жизнерадостные киноленты о будущей мирной жизни. 5 января 1945 года фильм вышел в прокат, но получил отрицательную рецензию в газете «Правда».

## Сюжет
В целом всё происходящее можно определить как комедию положений — классический водевиль. Действие сосредоточено вокруг двух обаятельных сестёр Мурашовых — строгой, своенравной Галины, доцента математики (Валентина Серова) и ветреной, несерьёзной студентки Шурочки (Людмила Целиковская). С другой стороны, важную роль по ходу сюжета играют персонажи-мужчины. Одного из них, подтянутого и остроумного военного, организовавшего на даче подготовку личного состава по математике — Петра Никитича Колчина (Евгений Самойлов), другого — чувствительного и интеллигентного, но несколько неловкого учёного-биолога — Глеба Заварцева (Павел Шпрингфельд).
События происходят в летней предвоенной Москве и за городом, куда отправляются обе сестры: одна для того, чтобы готовиться к переэкзаменовке, другая — проводить занятия по математике с военными из расположенных рядом с дачным посёлком «Юрьевских лагерей». Там же оказываются и другие герои (профессор-астрофизик Ершов и др.). Все они попадают в различные смешные ситуации, прежде чем находят своё настоящее счастье.
Необыкновенная лёгкость картины достигается игрой актёров, отточенностью диалогов и реплик, музыкой Ю. Милютина и текстами песен Е. Долматовского.

## В ролях

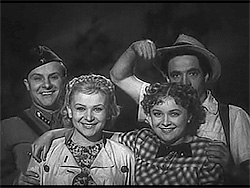

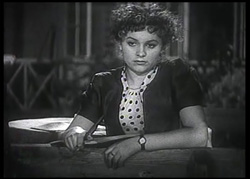

- Валентина Серова — Галина (Галя) Сергеевна Мурашова, старшая дочь Антонины Васильевны, старшая сестра Шуры, возлюбленная Колчина, доцент математики
- Людмила Целиковская — Александра (Шура) Сергеевна Мурашова, младшая дочь Антонины Васильевны, младшая сестра Галины, возлюбленная Заварцева, студентка
- Евгений Самойлов — Пётр Никитич Колчин, возлюбленный Галины, старший лейтенант, командир роты
- Павел Шпрингфельд — Глеб Заварцев, возлюбленный Шуры, учёный-биолог
- Любовь Дмитревская — Антонина Васильевна Мурашова, мать Галины и Шуры
- Ростислав Плятт — профессор, экзаменатор Шуры (в титрах не указан)
- Андрей Тутышкин — Аркадий Васильевич Ершов, профессор-астрофизик
- Ирина Мурзаева — Тамара Спиридоновна, соседка Мурашовых, маникюрша
- Александр Антонов — полковник
- Всеволод Санаев — красноармеец Еремеев
- Эммануил Геллер — пассажир / человек в очереди в телефон-автомат
- Татьяна Барышева — Журкевич, помощница профессора (в титрах не указана)
- Анатолий Соловьёв — красноармеец (в титрах не указан)
- Николай Хрящиков — красноармеец (в титрах не указан)
- Татьяна Говоркова — начальник станции (в титрах не указана)
- Марина Гаврилко — кассир (в титрах не указана)
- Николай Трофимов — продавец цветов (в титрах не указан)

## Съёмочная группа
- Режиссёр-постановщик — Константин Юдин
- Авторы сценария — Алексей Файко, Анатолий Гранберг
- Оператор — Николай Власов
- Оператор комбинированных съёмок — Борис Арецкий
- Художник — Георгий Гривцов
- Художник по костюмам — М. Жукова
- Композитор — Юрий Милютин
- Текст песен — Евгений Долматовский
- Звукооператор — Вениамин Киршенбаум
- Звукооформитель — В. Ладыгина
- Ассистент режиссёра — М. Калугин
- Ассистент оператора — С. Галадж
- Монтажёр — Лев Фелонов
- Помощники режиссёра — В. Слонимский, Ф. Левшина
- Директор картины — П. Пашков

## Песни
В фильме две музыкальные темы, которые повторяются несколько раз. Первая из них — это песня, исполняемая Шурочкой, несколько строчек которой затем повторяет и Глеб Заварцев. Вторая тема — песня «Всё стало вокруг голубым и зелёным…» — сопровождает героев Серовой и Самойлова, а также является доминантой всего фильма в целом.

## Прокат
В 1945 году фильм вышел на экран и сразу же завоевал любовь зрителей, вызвав у них ностальгию по довоенному времени (в год выхода лента заняла 5-е место в списке лидеров проката — 19,44 млн зрителей).
После смерти Сталина в рамках борьбы с «культом личности» из фильма были изъяты кадры с портретом или статуей «великого вождя» на заднем плане. При восстановлении фильма в 1988 году все эти кадры были возвращены. В некоторых эпизодах состарившиеся Евгений Самойлов и Всеволод Санаев переозвучили своих персонажей, поэтому при просмотре восстановленной версии можно заметить, что Колчин и Еремеев местами говорят пожилыми голосами. По телевидению в настоящее время показывают оба варианта.

## Факты
- В фильме широко показана предвоенная Москва. В частности, можно увидеть новостройки на Большой Калужской улице (тогдашнее название Ленинского проспекта), Ленинские горы, площадь Революции, Театральную площадь.
- Мурашова и Колчин едут на иностранном автомобиле – экспортной версии британского Ford Prefect 93А Tourer[англ.] c редким открытым кузовом турер[2], который, возможно, сыграл роль мелкосерийного отечественного фаэтона КИМ-10-51 («Она у нас ещё на испытаниях»), а Заварцев и профессор Ершов — на уже устаревшем к 1941 году ГАЗ-А («Я лучше на испытанной поеду»).
- Колчин доказывает у доски известное неравенство Коши о средних для случая двух величин.
- На руке Глеба Заварцева видна татуировка «ПШ» — инициалы актёра Павла Шпрингфельда.
- Во время съёмок актёру Андрею Тутышкину, убедительно сыгравшему старика-профессора, было всего лишь 30 лет.

## Технические данные
Фильм чёрно-белый, 13 частей, 2569 м, 94 мин. Восстановлен в 1988 году.